# Čaščenje pastirjev (van der Goes)
Čaščenje pastirjev, tudi Poklon pastirjev je oljna slika Huga van der Goesa, ki je zdaj v Gemäldegalerie, Berlin. Nenavadno velika za slikarja, je manj znana kot njegov Portinarijev oltar ali njegov oltar Monforte na isto temo. Izdelal jo je, preden se je odrekel svojemu svetovnemu življenju in postal brat laik v opatiji Rouge-Cloître blizu Bruslja, hčerinski hiši kongregacije Windesheim v strogi tradiciji bratov skupnega življenja, ki je del širšega gibanja devotio moderna.

## Opis
Prizor ima zelo izvirno postavitev, ki uprizori pravo sveto predstavo.
Prizor spremljata preroka Izaija in Jeremija iz hebrejskih spisov, ki sta prikazana v pol dolžine in držita zeleno zaveso, ki jo odmikata (zaustavljeno z obročki na steber, ki poteka vzdolž celotnega zgornjega roba) in vabita gledalca, da naj bo priča verskemu čudežu, ki uresničuje njihove prerokbe. Zibelka otroka Jezusa je v sredini in v intuitivni perspektivi obkrožena z vrsto figur, ki molijo, začenši z Marijo in Jožefom, skupino angelov (klečeči in leteči), volom in oslom, do vrste pastirjev, ki hitijo čez prag koče, snemajo klobuke in klečijo, polni radovednosti in veselja. Blizu sledita še dva, od katerih eden igra flavto. V resnici so jih angeli pravkar opozorili, kot je videti v ozadju na desni. Med simboličnimi predmeti je snop pšeničnih klasov, ki se nanaša na evharistijo, po besedah Jezusa Kristusa: »Jaz sem kruh, ki je prišel z neba« (Jn 6,41). 
Po besedah umetnostnega zgodovinarja Hansa Beltinga je tabla »res prizor v gledališkem smislu, saj vidimo zavese, ki se odpirajo na hlevu v Betlehemu, kot da se bo predstava kmalu začela«. Prizor sam vključuje tri pastirje kot tudi prizor v ozadju, ki prikazuje angele, ki so jim naznanili Kristusovo rojstvo. Kristusovo dete gleda v gledalca, za njim sta Marija in Jožef ter skupina angelov.